# Anomalepididae
Los anomalepídidos (Anomalepididae) son una familia de serpientes.  Se distribuyen por el sur de América Central y por el noroeste de Sudamérica. Son serpientes pequeñas y fosoriales, y sus ojos son vestigiales
Incluye cuatro géneros y 18 especies:
- Anomalepis Jan, 1860 (4 especies)
- Helminthophis Peters, 1860 (3 especies)
- Liotyphlops Peters, 1881 (10 especies)
- Typhlophis Fitzinger, 1843 (1 especie)